# Kubang Sirakuak Utara
Kubang Sirakuak Utara is een bestuurslaag in het regentschap Sawah Lunto van de provincie West-Sumatra, Indonesië. Kubang Sirakuak Utara telt 949 inwoners (volkstelling 2010).